# Johann Jakob Engel
Johann Jakob Engel, född 11 september 1741, död 28 juni 1802, var en tysk populärfilosof.
Engel skrev Der Philosoph für die Welt (2 band, 1775–1777, svensk översättning Philosophen för hela verlden, 1796), Herr Lorenz Stark (1801, svensk översättning 1824), och Sämtliche Schriften (12 band, 1801–1806).